# New South Wales
New South Wales (viết tắt NSW) là tiểu bang đông dân nhất của Úc, nằm ở phía đông nam nước Úc. New South Wales được thành lập vào năm 1788, ban đầu bao gồm toàn bộ lục địa Úc, cùng với New Zealand, đảo Lord Howe và đảo Norfolk. Sang thế kỷ 19 nhiều đơn vị khác được tách ra để thành các xứ Tasmania, Nam Úc (South Australia), Victoria, Queensland và New Zealand.
Người sống ở New South Wales được gọi là New South Welshman hoặc Constalk (tiếng lóng). Thành phố lớn nhất của New South Wales và cũng chính là thủ phủ là Sydney.
Về từ nguyên, địa danh "New South Wales" không có nguồn gốc rõ rệt. Tên này có thể khai sanh để kỷ niệm vùng South Wales ở Anh hay cũng có thể là để chỉ định một xứ Wales mới ở vùng Nam bán cầu.

Trong nhật ký hải trình khi đi khảo sát bờ biển phía đông của lục địa Úc, Phó đô đốc James Cook (sau này là Thuyền trưởng James Cook) ban đầu đặt tên bờ biển phía đông của Úc là "New Wales", sau đó sửa lại trong nhật ký hải trình thành "New South Wales".
Thuộc địa New South Wales được thành lập như một thuộc địa hình sự của Anh vào năm 1788. Ban đầu nó bao gồm hơn một nửa đất liền Úc với ranh giới phía tây được đặt ở kinh tuyến 129 về phía đông vào năm 1825. Thuộc địa này sau đó cũng bao gồm các lãnh thổ đảo của Van Diemen's Land , Đảo Lord Howe và Đảo Norfolk. Trong thế kỷ 19, phần lớn diện tích của thuộc địa bị tách ra để tạo thành các thuộc địa riêng biệt của Anh, cuối cùng trở thành các bang và lãnh thổ khác nhau của Úc. Tuy nhiên, Thuộc địa sông Swan chưa bao giờ được quản lý như một phần của New Phía Nam xứ Wales.
Đảo Lord Howe vẫn là một phần của New South Wales, trong khi Đảo Norfolk đã trở thành một lãnh thổ liên bang, cũng như các khu vực hiện được gọi là Lãnh thổ Thủ đô Úc và Lãnh thổ Vịnh Jervis.

## Vị trí địa lý
New South Wales nằm ở vùng duyên hải phía đông nam của Úc, có vị trí địa lý:
- Phía đông giáp biển Tasman và biển San Hô thuộc Thái Bình Dương
- Phía tây giáp bang Nam Úc
- Phía nam giáp bang Victoria
- Phía bắc giáp bang Queensland
- Bên trong địa phận bang là Lãnh thổ Thủ đô Úc

## Lịch sử
Những cư dân nguyên gốc của khu vực này là những bộ lạc thổ dân Úc đến Úc khoảng 40 đến 60 ngàn năm trước. Đối với người Âu châu thì việc khám phá ra khu vực này là do thuyền trưởng James Cook trong chuyến hành trình dọc theo bờ biển phía đông của Úc vào năm 1770.

### Định cư
Nhóm người Anh định cư đầu tiên theo như lịch sử Úc là First Fleet (Đoàn tàu Thứ nhất) dẫn đầu bởi Thuyền trưởng Arthur Phillip cập bến vào năm 1788. Ông cũng là vị Thống đốc đầu tiên, từ năm 1788 cho đến năm 1792. Trong suốt thời gian này New South Wales hoàn toàn là thuộc địa tù khổ sai.
Sau nhiều năm rối loạn, vô chính phủ và cuộc nổi loạn rượu Rum, kết quả là Thống đốc William Bligh bị lật đổ, một toàn quyền mới, Trung tá (sau này là Đại tướng) Lachlan Macquarie được gởi đến từ Úc để cải tạo lại khu định cư vào năm 1809. Trong thời gian làm thống đốc, Macquarie đã cho xây dựng đường sá, cảng biển, nhà thờ và các tòa nhà công cộng, gửi những đoàn thám hiểm đi xuyên qua lục địa Úc và thuê một người vẽ thiết kế bản đồ đường sá thành phố Sydney.

### Thập niên 1800

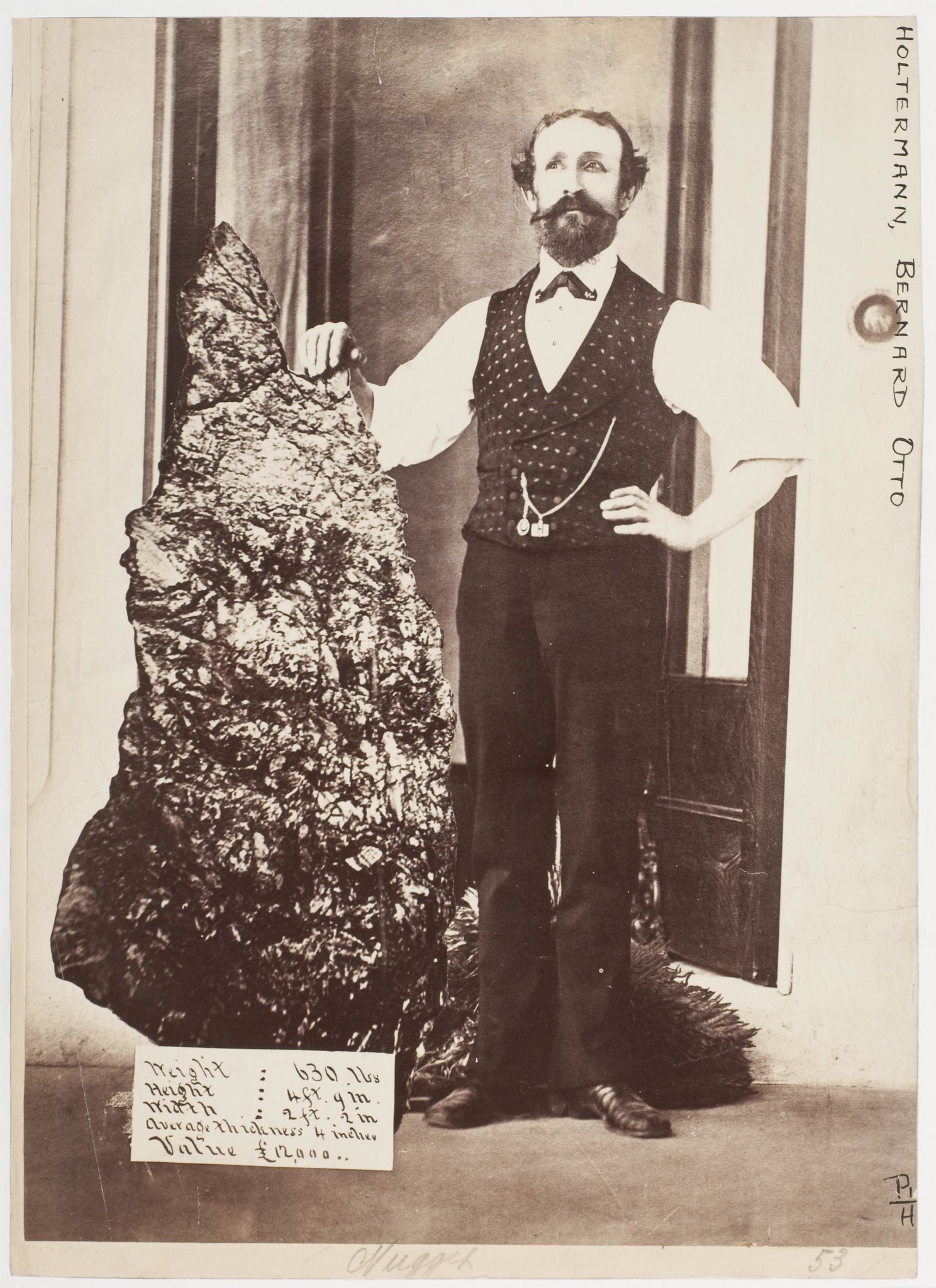
Quặng vàng nặng 286 kg (630 lb) được khai quật vào năm 1872 từ Hill End trong Cơn sốt vàng với người tìm thấy nó-Bernhardt Holtermann.

Sau này vào giữa thế kỉ 19 có một cuộc đổ xô đi tìm vàng và đã có một số lượng dân nhập cư vào New South Wales. Người ta ước tính là dân số tăng 33.5 hay 100 000 người trong khoảng thời gian ngắn hơn 10 năm.
Ngay sau cuộc đổ xô tìm vàng, cư dân yêu cầu một nhà nước có trách nhiệm có thể tự quản lý chính nó. Kết quả là New South Wales Constitution Act (Đạo luật Hiến pháp NSW) vào năm 1855, được giới thiệu vào Quốc hội Anh bởi nhà cải cách Lord Lord John Russell, người muốn một hiến pháp cân bằng các thành phần dân chủ và các nhóm lợi ích dựa theo tài sản, giống như hệ thống Quốc hội Anh vào thời điểm đó. Đạo luật đã tạo ra một Quốc hội New South Wales với hai viện, với hạ viện là Hội đồng lập pháp New South Wales, bao gồm 54 thành viên. Vì dân số tiếp tục tăng lên, các thuộc địa riêng được tách ra khỏi vùng NSW mở rộng. Tasmania, Victoria, South Australia (Nam Úc) và Queensland được thành lập như là các vùng thuộc địa tự trị làm giảm NSW xuống khu vực hiện nay.

### Liên bang
Cuối thế kỉ thứ 18 một phong trào thành lập liên bang giữa các vùng thuộc địa Úc bắt đầu khởi sắc. Những hội nghị và những diễn đàn có liên quan đến lãnh đạo của các khu thuộc địa được tổ chức thường xuyên. NSW như là bang thương mại tự do đang có tranh cãi với khu thuộc địa Victoria vẫn còn nằm trong nền kinh tế bảo hộ. Tại thời điểm đó các địa điểm quan thuế là thường thấy ở trên vùng biên giới, ngay cả trên sông Murray. Những người ủng hộ cho liên bang bao gồm thủ hiến của NSW là Sir Henry Parkes người trong bài diễn văn 1889 ở Tenterfield là người tiên phong trong việc thu thập ủng hộ để kéo NSW vào phong trào. Edmund Barton sau này trở thành thủ tướng đầu tiên của Úc là một người nữa ủng hộ mạnh việc thành lập liên bang và trong một hội nghị tổ chức ở Corowa năm 1893 đã phác thảo bản hiến pháp đầu tiên.

### New South Wales sau chiến tranh
Đảng Lao động nắm quyền cho đến năm 1965. Cho đến cuối nhiệm kì nắm quyền đảng này công bố việc xây dựng nhà hát opera ở Bennelong Point. Người chiến thắng cuộc thi vẽ thiết kế là Jørn Utzon. Những tranh cãi xung quanh giá thành về công trình sau này là Nhà hát opera Sydney trở thành một vấn đề chính trị và là một nhân tố làm Đảng Lao động cuối cùng bị thất bại vào năm 1965 và Đảng Tự do lên nắm quyền lãnh đạo bởi Sir Robert Askin. Robert Askin là một nhân vật gây nhiều tranh cãi với những người ủng hộ cho là ông là một nhà cải cách trong việc định hình lại kinh tế của NSW. Những người khác lại cho rằng thời Askin là đồng nghĩa với tham nhũng.
Trong cuối thập niên 1960, một phong trào ly khai trong vùng New England đã dẫn tới một cuộc trưng cầu dân ý về vấn đề này. Tiểu bang mới phải bao gồm phần lớn phía bắc của NSW bao gồm Newcastle. Cuộc trưng cầu dân ý (referendum) bị thất bại trong gang tấc và không có chiến dịch nào quy mô vận động tách bang ở NSW nữa.
Việc Askin từ chức vào năm 1975 theo sau bởi các thủ tướng của Đảng Tự do không nắm quyền được bao lâu. Khi tổng tuyển cử diễn ra vào năm 1976 Đảng Lao động dưới sự lãnh đạo của Neville Wran quay trở lại nắm quyền.